# Піхотна дивізія «Нойгаммер»
Піхотна дивізія «Нойгаммер» (нім. Infanterie-Division Neuhammer) — піхотна дивізія Вермахту, що існувала наприкінці Другої світової війни.

## Історія
Піхотна дивізія «Нойгаммер» сформована 17 квітня 1944 року в ході 26-ї хвилі мобілізації на навчальному центрі Нойгаммер (нім. Truppenübungsplatz Neuhammer) поблизу сілезького містечка Нойгаммер (сучасне польське містечко Сьвентошув у 8-му військовому окрузі, як «дивізія-тінь» (нім. Schatten-Division). 10 травня 1944 року частка дивізії була спрямована до групи армій «Південна Україна» на посилення 34-ї піхотної дивізії, що перекидалась на Італійський театр війни, а в червні решта підрозділів увійшли до складу 226-ї піхотної дивізії.

## Райони бойових дій
- Німеччина (Сілезія) (квітень — червень 1944).

## Склад
| 1944                                |
| ----------------------------------- |
| 1-й гренадерський полк «Нойгаммер»  |
| 2-й гренадерський полк «Нойгаммер»  |
| Артилерійський дивізіон «Нойгаммер» |
| Інженерний батальйон «Нойгаммер»    |